# Prefecto de Lima
El cargo de prefecto del departamento de Lima fue un cargo político que surgió en el Perú en el comienzo de la época republicana. Su antecedente inmediato fue el cargo de presidente del departamento de Lima, creado en 1821, en plena época de la emancipación y en reemplazo del antiguo cargo virreinal de intendente de Lima. Luego se impuso el nombre de prefecto.
Era el jefe político del departamento de Lima, y como tal, miembro del poder ejecutivo. Se encargaban de hacer ejecutar las leyes y las sentencias judiciales, y de la conservación del orden público. Dependían de su autoridad los subprefectos o jefes políticos de las provincias. La duración estimada de este cargo era de entre uno a cuatro años. El cargo de prefecto fue desactivado en el 2001.

## Lista de Prefectos del departamento de Lima (1821-2000)
| Nombre                         | Inicio | Término |
| ------------------------------ | ------ | ------- |
| José de la Riva Agüero         | 1821   | 1821    |
| ???                            | 1821   | 1823    |
| Juan de Berindoaga y Palomares | 1823   | 1823    |
| ???                            | 1823   | 1825    |
| Manuel Salazar y Baquíjano     | 1825   | 1825    |
| ???                            | 1825   | 1835    |
| Juan Bautista de Lavalle       | 1835   | 1835    |
| ???                            | 1835   | 1838    |
| José María Lastres             | 1838   | 1839    |
| Manuel Menéndez Gorozabel      | 1839   | 1839    |
| ???                            | 1839   | 1842    |
| Juan Antonio Pezet             | 1842   | 1842    |
| ???                            | 1842   | 1843    |
| José Rufino Echenique          | 1843   | 1843    |
| José Félix Iguaín              | 1843   | 1843    |
| ???                            | 1843   | 1852    |
| Pedro Cisneros de la Torre     | 1852   | 1852    |
| ???                            | 1852   | 1859    |
| Nicolás Freire                 | 1859   | 1859    |
| ???                            | 1859   | 1862    |
| Manuel Freyre                  | 1862   | 1862    |
| ???                            | 1862   | 1872    |
| Manuel Velarde Seoane          | 1872   | 1872    |
| ???                            | 1872   | 1879    |
| Juan Martín Echenique          | 1879   | 1879    |
| ???                            | 1879   | 1883    |
| Ignacio de Osma                | 1883   | 1883    |
| ???                            | 1883   | 1893    |
| Pedro E. Muñiz Sevilla         | 1893   | 1895    |
| ???                            | 1895   | 1911    |
| Pedro Gárezon Thomas           | 1911   | 1911    |
| ???                            | 1911   | 1932    |
| Julio Chávez Cabello           | 1932   | 1932    |
| ???                            | 1932   | 1939    |
| Óscar Mavila                   | 1939   | 1939    |
| ???                            | 1939   | 1958    |
| Ernesto Montagne Sánchez       | 1962   | 1962    |
| Luis Lasarte Ferreyros         | 1965   | 1967    |
| Danilo Mejía Flores            | 1980   | 1984    |
| Arturo D. Arrarte Congrains    | 1984   | 1985    |
| Jorge del Castillo             | 1985   | 1986    |